# Goodyear Tire & Rubber Company

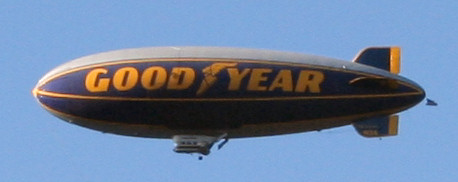
Goodyear-Blimp

Die Goodyear Tire & Rubber Company ist ein US-amerikanischer Reifen-Konzern und der weltweit drittgrößte Reifenhersteller.

## Unternehmensgeschichte

### Beginn in Ohio
Im Jahr 1898 kaufte der 38-jährige Frank Seiberling, eines von neun Kindern eines Erfinders und mehrfachen Patentbesitzers, in Akron im Bundesstaat Ohio eine stillgelegte Fabrik.
Am 29. August 1898 stieg sein Bruder Charles in das Unternehmen ein. Sie entschieden sich zur Produktion von Kunstkautschuk und benannten ihr Unternehmen nach dem Entdecker der Vulkanisation und Begründer der modernen Gummiindustrie, dem US-amerikanischen Erfinder Charles Goodyear. Zu den ersten Produkten, die die anfangs 13 Mitarbeiter der Goodyear Tire & Rubber Company herstellten, zählten Gummierzeugnisse wie Löschschläuche, Pokerchips oder Hufeisenunterlagen und Reifen für Fahrräder oder Kutschen.

### Vorrangstellung bei Reifen

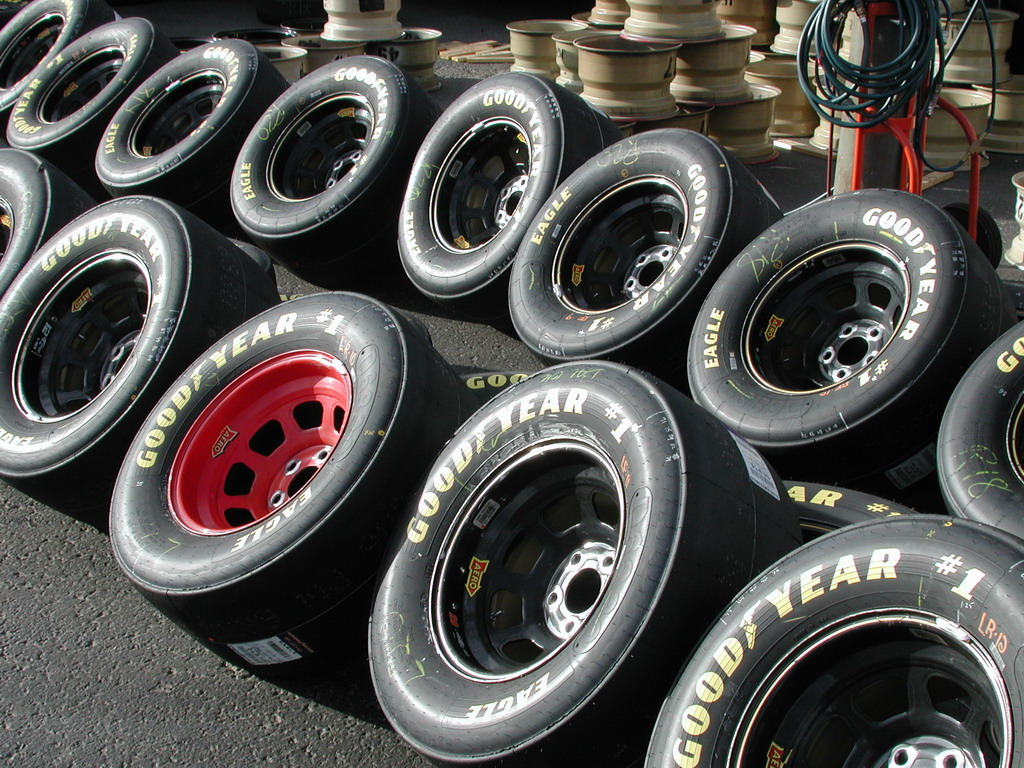
In der NASCAR verwendete Goodyears

Zu Anfang des 20. Jahrhunderts verbreiteten sich Automobile zunehmend. 1901 produzierte Goodyear die ersten Autoreifen und bereifte den Rennwagen des jungen Henry Ford. Die schon bald mehr als 600 Mitarbeiter mussten unruhige geschäftliche Zeiten überstehen, aber Innovationen wie neuartige Universalfelgen oder eine Reifenfertigungsmaschine im Jahr 1904 ließen Goodyear die Schwierigkeiten bewältigen.
1908 wurde das berühmte Ford Modell T mit Goodyear-Reifen ausgestattet; in Europa wurden die Daimler-Fahrzeuge bereift. Ab 1909 fertigte das Unternehmen außerdem Flugzeugreifen an.
Im Jahr 1916 wurde Goodyear der größte Reifenhersteller weltweit und verteidigte diese Position bis 1990. Ebenfalls 1916 begann der Konzern, Rennreifen für den Motorsport zu entwickeln. 1919 fuhren alle Sieger der wichtigsten Automobilrennen der USA mit ihnen. Nach einer langen Pause nahm Goodyear in den 1950er-Jahren das Engagement für den Rennsport wieder auf und produzierte jährlich mehrere hunderttausend Reifen für Rennen in allen Motorsportklassen weltweit. Bis 1998 war das Unternehmen auch in der Formel 1 Reifenpartner von Teams wie Williams, Ferrari, Benetton oder Jordan.

### Internationales Großunternehmen
Das Unternehmen konzentrierte sich bald auf den globalen Absatzmarkt. 1910 wurde das erste Fertigungswerk außerhalb der USA in Kanada gebaut, ab 1912 Vertriebsniederlassungen und Fabriken in zahlreichen europäischen Ländern und in Australien, Südafrika und Südamerika gegründet.
Die Rezession in den frühen 1920er-Jahren machte auch Goodyear zu schaffen, und die Brüder Seiberling mussten ihr Unternehmen zugunsten neuer Führungskräfte verlassen. Wie auch einige Jahre später nach der Weltwirtschaftskrise erholte sich Goodyear jedoch und wurde 1926 der weltweit führende Kautschukproduzent.
1927 eröffnete das erste europäische Reifenwerk des Unternehmens in Großbritannien. In den 1930er-Jahren war aus der Reifen- und Gummifabrik der Brüder Seiberling ein multinationaler Großkonzern geworden: 1939 etwa besaß Goodyear sieben Fabriken und Baumwoll- und Kautschukplantagen, 18 Tochtergesellschaften und 37 Niederlassungen außerhalb der USA, 18.000 der 46.000 Mitarbeiter waren im Ausland beschäftigt. 1957 waren es 30 Werke in 23 Ländern.

### Expansion in Europa
Der erste Schritt nach Europa war 1912 die Ansiedlung eines Vertriebsbüros in London. Heute werden die Geschäfte auf dem Gebiet der Europäischen Union und Osteuropas von Brüssel aus gesteuert.
1954 wurde die Deutsche Goodyear GmbH gegründet, die 1961 die Gummiwerke Fulda aufkaufte. Fünf Jahre später wurde der Grundstein zum Reifenwerk in Philippsburg gelegt. Es war das größte Werk außerhalb der USA.
Das heutige Unternehmen Goodyear Germany GmbH vertritt sämtliche Aktivitäten des Konzerns in Deutschland. Hierzu gehören die Steuerung der strategischen Ausrichtung des Unternehmens sowie auch konzernübergreifende Aufgaben auf den Gebieten Produktion, Logistik, Finanzen, Marketing, Forschung und Entwicklung inklusive Personalbereich. Mit Goodyear, Dunlop, Fulda, Avon, Cooper, Sava, Debica und Pneumant verfügt er als Reifenhersteller über acht bekannte Marken. Die Goodyear Retail Systems GmbH steuert alle Handelsaktivitäten mit den dazugehörigen Dienstleistungen. Das Erstausrüstungsgeschäft der Unternehmensgruppe liegt in Händen der Goodyear Dunlop Tires OE GmbH.
1957 gründete die Goodyear Company das „Goodyear Technical Center“ in Colmar-Berg, um Reifen zu entwickeln, die dem Bedarf in Europa und Asien entsprechen. Ein 180 ha großes, ganzjährig nutzbares Testgelände befindet sich in Mireval im Département Hérault.
Neben Werken in Luxemburg verfügt Goodyear ebenso über Fertigungsstätten in Deutschland, Frankreich, Großbritannien, Polen und Slowenien, wo neben Reifen auch Cord für Stahlgürtelreifen, Gewebe, Antriebsriemen und Luftfederbälge produziert wird. Flugzeugreifen können runderneuert werden.

### Andere Geschäftsfelder
Das Unternehmen stellte nicht nur Reifen her: Weltberühmt sind auch die Goodyear-Blimps, wobei der Großteil der produzierten Luftschiffe vor und nach dem Zweiten Weltkrieg als Militärluftschiffe für die US-Marine gebaut wurde. Zudem kooperierte es von 1924 bis 1940 in der Goodyear-Zeppelin Corporation mit der deutschen Luftschiffbau Zeppelin. Mittlerweile wurden zwei (von drei geplanten) der neuesten Starrluftschiffe der Flotte jedoch von der ZLT Zeppelin Luftschifftechnik in Friedrichshafen gebaut. Goodyear trug entscheidend zur Entwicklung von synthetischem Kautschuk bei. Während des Zweiten Weltkriegs produzierte das Unternehmen Flugzeuge. 1969 und 1971 wurden Produkte für die Apollo-Mondmissionen geliefert (Bremsen, Schwimmkissen, Reifen für ein Transportfahrzeug). Goodyear baut das Portfolio weiter aus und lanciert für 2016 eine eigene Gepäck- und Taschenlinie.

### Höhen und Tiefen
1976 wurde Goodyear Marktführer in Sachen Radialreifen, die sich in den 1970ern zunehmend durchgesetzt hatten. In den 1980er-Jahren nahm die Globalisierung in der Reifenindustrie zu, die Hauptkonkurrenten von Goodyear waren Michelin und Bridgestone.
1986 geriet der Konzern in Schwierigkeiten, als der britische Milliardär James Goldsmith eine feindliche Übernahme plante. Diese konnte nach langem Kampf verhindert werden, doch Goodyear war zu Umstrukturierungen gezwungen und musste sich von einzelnen Unternehmensbereichen wie der Luft- und Raumfahrtssparte trennen.
In den 1990er-Jahren erlebte das Unternehmen wieder einen Aufschwung. Der Konzern expandiert seitdem weiter, zum Beispiel nach Osteuropa und 1993 nach China. Goodyear unterhält über 90 Werke in 27 Ländern und beschäftigt etwa 67.000 Mitarbeiter. Produziert werden weltweit in verschiedenen Produktreihen auch Golf- und Tennisbälle, Schuhe, Farben oder Spielzeug – neben den obligatorischen Reifen auch Notlaufreifen (EMT) oder Ganzjahresreifen.
Seit 1999 war die Marke Dunlop Teil eines globalen Joint-Ventures der Unternehmen Sumitomo Rubber Industries und der Goodyear Tire & Rubber Company. Das Joint-Venture wurde zum Jahresende 2015 aufgelöst. Die weltweiten Markenrechte wurden gemäß der Vereinbarung aufgeteilt, in Europa ohne Russland, Australien und Neuseeland geht die Marke komplett an Goodyear, in Nordamerika (USA, Kanada und Mexiko) hält Goodyear die Marke Dunlop für den freien Reifenmarkt und für Erstausrüstung von Neufahrzeugen, außer für japanische Fabrikate. Hier hält Sumitomo die Rechte, ebenso ganz allgemein für Motorradreifen. Im gesamten lateinamerikanischen Raum außer Mexiko, im gesamten asiatischen Raum außer Indien und in gesamt Afrika hält Sumitomo die Rechte an der Reifenmarke Dunlop. Die Markenrechte in Indien hält die indische Ruia-Group.
Im Februar 2021 wurde Cooper Tyres für 2,5 Milliarden Dollar übernommen.
Seit dem 13. Dezember 2021 agiert die Goodyear Dunlop Tires Germany GmbH unter dem neuen Namen Goodyear Germany GmbH.

## Platzende Reifen
2014 brachte in Frankreich Sophie Rollet, Ehefrau eines verstorbenen LKW-Fahrers, einen Fall ins Rollen, bei dem Reifen von Goodyear während der Fahrt platzten. Im Fall von Rollet platzte der Goodyear-Reifen während der Fahrt und war vermutlich ursächlich für den Tod des Ehemanns. Eine Expertise, die vom Gericht angeordnet wurde, bestätigte den Verdacht, dass der verwendete Reifen mangelhaft war. Daraufhin wurden mehrere ähnliche Unfälle, in der Zahl 76, in ganz Frankreich untersucht. Die Untersuchung der weiteren Fälle dauert bis jetzt an. Zudem kam auch heraus, dass Goodyear ein Austauschprogramm für einige Reifenmodelle durchführt, weil sie mangelhaft wären und einen großen Druckverlust erleiden könnten. Es gab auch Aussagen, dass Goodyear sich mit Unternehmen zu einer Zahlung verpflichtete und gegenseitiges Stillschweigen vereinbart wurden. Das Reifenunternehmen wurde auch in einem Fall bereits verurteilt, weil die Reifen mangelhaft seien, jedoch legte Goodyear Berufung ein. Diese Sache wurde in Dokumentarfilm „Sophie Rollet contre Goodyear“ produziert von Arte beleuchtet. Nach Veröffentlichung des Films wies Goodyear auf Nachfragen von Journalisten jede Schuld von sich. Jedoch verwies man darauf, dass man beim Austauschprogramm mit den Behörden zusammenarbeiten würde.
Ein ähnlicher Umstand gab es auch in den USA. Im 2017 wird von der National Highway Traffic Safety Administration eine Untersuchung eingeleitet bei dem der Reifen G159 RV platzten könnte. Dies führte zu einem Rückruf im Jahr 2022. Jedoch waren die Mängel vermutlich bereits 2002 bekannt und resultierte in acht Todesfälle. Bei Gerichten versuchte Goodyear immer den Fall unter Verschluss zu halten, um keine staatliche Untersuchung auszulösen.

## Vorstände
| Name              | Zeitraum  |
| ----------------- | --------- |
| Robert E. Mercer  | 1982–1988 |
| Tom H. Barrett    | 1989–1991 |
| Stanley Gault     | 1991–1996 |
| Samir Gibara      | 1996–2003 |
| Robert J. Keegan  | 2003–2010 |
| Richard J. Kramer | 2010–2024 |
| Mark Stewart      | 2024 -    |